# Sluitspier
Een sluitspier of sfincter, ook wel kringspier of krimpspier genoemd, is een rondlopende spier die een hol orgaan afsluit. Sommige sluitspieren kunnen bewust ('willekeurig') worden aangespannen, andere zijn onwillekeurig. 
Lijst van sfincters:
- cardia (of maagmond):  tussen slokdarm en maag
- maagportier (ook kortweg portier):  tussen maag en twaalfvingerige darm (duodenum)
- anaalsfincter (of aars): tussen darm en buitenwereld (onder te verdelen in een onwillekeurige interne en een willekeurige externe sfincter)
- Precapillaire sfincters: sluitspieren die de doorgang van slagaderlijk bloed van de arteriolen naar de capillairen bepalen
- blaassfincters
- sfincter van Oddi: bij de uitgang van de galwegen.
- Musculus orbicularis oculi: de sluitspier van het oog
- Musculus orbicularis oris: de sluitspier van de labia oris (lippen)
- Ileocaecale sluitspier: de sluitspier bij de overgang van het ileum naar het caecum.